# Griselinie lesklá
Griselinie lesklá (Griselinia lucida) je keřovitý, stálezelený, neparazitický epifyt deštného lesa, vyskytující se výhradně na Novém Zélandu. Je dvoudomou rostlinou rostoucí v koruně vysokého stromu, nejčastěji až na úrovni vrcholů okolních stromů, kde vyrůstá ze semene zapadlého do vlhké dutiny nebo rozvětvení horních větví. Je jedním ze dvou novozélandských endemických druhů rodu griselinie, druhý druh Griselinia littoralis ale není epifyt, je keř rostoucí normálně v půdě. Další pět druhů rodu roste v Jižní Americe.
Rodové jméno Griselinia bylo zvoleno na počest benátského přírodovědce Francesca Griseliniho z 18. století, druhové jméno lucida je odkaz na lesklé listy.

## Rozšíření
Je endemitem novozélandské přírody, kde se vyskytuje na Severním ostrově a v severní, teplejší části Jižního ostrova, v obou případech roste převážně v západních, vlhčích částech přilehlých k Tasmanovu moři. Do vnitrozemí více vniká na severním ostrově, pravděpodobně kvůli méně hornatému terénu a vyšším teplotám, většina jich roste v regionech Waikato a Taranaki. Roste na teplejších místech v oblastech, které mají mírné sluneční záření a středně vysoké srážky a vzdušnou vlhkost. Mimo hlavních ostrovů je rozšířena i na nevelkých, skalnatých ostrovech u východního pobřeží Severního ostrova, jako například na Rangitoto Island, Hen and Chicken Islands a Little Barrier Island.
Griselinie lesklá obvykle neroste v lesích s malou rozlohou nebo ovlivněných fragmentací a lidskou činností. Předpokládá se, že v těchto oblastech je sušší mikroklima a koruny stromů jsou spolu plně zapojené, takže nejsou prostory pro intenzivní přístup světla. Nejvíce roste v korunách starých nížinných lesů na místech s vysokou vlhkostí.
Běžně rostou ve společenstvech jiných druhů epifytů, např. Astelia solandri a Collospermum hastatum nebo kapradin Microsorum pustulatum a Pyrrosia eleagnifolia. Vyskytují se na mohutných stromech, které poskytují dostatečně velkou plochu pro vysazení epifytů, dobrý přístup ke světlu a rostou na místech s dostatkem vzdušné vlhkosti. Hostitelské stromy bývají nejčastěji Beilschmiedia tawa, Laurelia novae-zelandiae a Metrosideros excelsa, roste i na pro Nový Zéland exotické borovici montereyské.

## Ekologie
Rostlina přednostně roste na stromech vlhkých, nížinných lesů nebo i na pobřežních skalách. Využívá „svůj strom“ pouze jako nosič, mechanickou oporu, aby se v hustých lesích dostala ke slunečnímu svitu. Po vyklíčení semene, obvykle zaneseného ptákem při konzumaci plodu, se vyvinou listy a tenké kořínky. Mladý semenáč získává vodu listy i kořeny z vlhkého ovzduší a ostatní živiny čerpá z fotosyntézy a rozkládajících se rostlinných zbytků v dosahu kořenů.
Postupně začnou vyrůstat stále větší a větší listy, aby absorbovaly co nejvíce slunečního světla, rostlina košatí, její větve se rozrůstají do výšky i šířky a kořeny se prodlužují až dosáhnou půdy do které vrostou a čerpají živiny. Epifyt si od mládí svou nepříliš pevnou pozici v malém důlku na vrcholu stromu vyvažuje tím, že nestejnoměrně se rozrůstající rozvětvená zelená část je na opačné straně stromu vyvažována spuštěnými kořeny. Ve starším věku si stabilitu příležitostně vylepší tak, rozloží své olistěné větve i na okolní stromy. Zelená část se rozrůstá poměrně rychle, během desetiletí může být vysoká až 3 m, celkem může jedinec vyrůst až 10 m na výšku a 8 m do šířky.
Jak rostlina zvětšuje svou zelenou plochu a čerpá živiny pomoci listů, prodlužují se její kořeny podél kmene směrem k zemi. Jsou nejvýše 3 cm tlusté a jejich chloupky vnikají za kůru kmene a takto se přichycují. Těsně nad zemí se kořeny na koncích prstovitě rozvětví a vniknou do půdy, odkud pak čerpají živiny i vodu. Do té doby tenké kořeny začnou odshora sílit, postupně tloustnou a někdy vypadají jako kmen, úplně nahoře může mít některý až metr v průměru. Hlavní kořen vypustí speciální boční kořeny rostoucí vodorovně a opásávají kmen stromu hustou síti svazující epifyt s hostitelem, kmen ale neškrtí, jen se ho přidržují. „Nájemník“ sice z „hostitelského“ stromu nečerpá žádné živiny, avšak svými listy rozpínajícími se nad korunou stromu ho připravuje o podstatnou část slunečního svitu a mohutnícími kořeny odčerpává živiny z jeho blízkosti. Hostitelský strom postupně chátrá a může se pod velkou váhou nezvaného nájemníka za silného deště a větru i zlomit. Přestože starší epifyt je svými kořeny zakotven pevně v zemi, nestane se většinou po pádu hostitele samostatným stromem, ale většinou se i s ním zřítí k zemi.
Semeno někdy zapadne i do skalní prohlubně nad vodní hladinou, kde roste podobným způsobem a kořeny epifytu visí podél stěny. Chloupky na kořenech vnikají do puklin a přidržují kořeny, které dobře odolávají prudkým bouřím i stříkající vodě. Pokud je podklad natolik skalnatý, že kořeny do něj nemohou vniknout, roste rostlina dál a vystačí si pouze s pravidelnými srážkami, mlhou a živinami navátými ke kořenům větrem. Může ze semene vyrůst i běžným způsobem v půdě, tehdy však nevytváří viditelné kořeny a na takovém stanovišti je obvykle zastíněna a trpí nedostatkem slunečního záření.
Griselinie lesklá je v dospělosti schopná odolávat déletrvajícímu suchu i krátkodobému poklesu teploty až k -7 °C. Nejlépe roste při průměrné roční teplotě od 14 do 16 °C a slunečním záření okolo 13 MJ/den/m². Běžně roste na stromech na horních svazích kopců i jejich vrcholcích, ale nevyskytuje se na místech, kde převládají teplotní inverze. Na stres z nedostatku vody reaguje sníženou dýchací i fotosyntetickou aktivitou a zvýšenou elasticitou buněčné stěny; to jí usnadňuje rychlé zotavení po obnovení dodávky vláhy. Rostlina kvete od října do prosince a plody postupně dozrávají od prosince do srpna. Počet chromozomů n = 18, stupeň ploidie x = 2 nebo 3.

## Popis
Vždyzelená, vytrvalá, jednodomá rostlina, keř nebo malý strom vysoký 10 m a široký až 8 m, který se obvykle vyskytuje jako epifyt. Listy jsou jasně zelené, lesklé, větve bývají krátké a na povrchu drsné. Jeden nebo dva kořeny jsou šedé či světle hnědé, příčně rýhované a sestupují z koruny stromů (i 20 m vysokých) až do lesní půdy; přirůstají rychlosti asi 1,2 m za rok. Jsou tlusté okolo 2 až 3 cm a pomoci krátkých chloupků, které zakotví do štěrbin v kůře kmene, se přidržují a volně visí. Před vstupem do půdy se kořeny na koncích násobně rozvětví, jakmile získají vodu a živiny z půdy rychle tloustnou, na povrchu korkovatí a oddělí se od kmene. Hlavní kořen staršího epifytu je tvořen osmi až čtrnácti podélnými xylémovými a floémovými prameny kolem zdřevnatělé střední dřeně a nahoře může být tlustý až 100 cm a vypadat jako kmen.
Listy vyrůstající střídavě ve dvou řadách, jsou jednoduché, kožovité, tlusté, lysé, s řapíky 2,5 až 5 cm dlouhými, jejich celistvé čepele jsou široce či podlouhle vejčité, bývají 7 až 18 cm dlouhé a 5 až 9 cm široké, žilnatina je patrná z obou stran a střední žilka je oboustranně vystouplá. Listy jsou slabě asymetrické, jedna hrana je o málo delší než protější. Kromě fotosyntézy listy plní i funkci zásobárny vody, spodní vrstva čepele je složena z houbovitého mezofylu s mnoha vzduchovými mezerami, který v době vlhka jímá vláhu.
Jednopohlavná květenství vyrůstají na různých jedincích v rozvětvených, 10 až 15 cm dlouhých květenstvích na koncích tenkých větviček. Květy jsou velké jen asi 5 mm a vyrůstají na 2 mm stopce. Samčí květ má zvonkovitou češuli, pět kališních lístků dlouhých 1,5 mm, stejný počet žlutozelených korunních lístků asi 2 mm velkých a pět krátkých tyčinek s podélně pukajícími prašníky, po vypýlení květy opadají. Samičí květ se spodním, pseudo jednodílným semeníkem srostlým ze tří plodolistů, má pět kališních lístků dlouhých asi 2 mm a tři krátké čnělky s bliznami, korunní lístky nemá. Eliptická pylová zrna přenáší na blizny vítr nebo drobný hmyz.
Z oplodněných vajíček samičích květů vyrůstají plodenství s oválnými, ve zralosti žlutohnědými až načernalými bobulemi dlouhými 5 až 10 mm. Dužnatá bobule obsahuje jediné oválné semeno asi 4 mm dlouhé a 3 mm široké, které váží asi jen 0, 85 mg. Semena nejlépe klíčí za plného denního světla a vlhka, jsou citlivá na vyschnutí a nevyklíčí, pokud není zcela odstraněna obalující dužina. Zralé plody požírají a semena rozšiřují hlavně ptáci: holub hřivnáč, medosavka novozélandská, tui zpěvný a Zosterops lateralis, Petroica macrocephala a Mohoua albicilla. Přezrálé plody opadají na zem a stávají se potravou pozemních živočichů.

## Význam
Griselinie lesklá přispívá k druhové bohatosti, poskytuje stanoviště, nektar, vodu, ovoce a hnízdní místa pro bezobratlé i materiál na hnízda ptáků. Rostlina produkuje griselinosid, iridoidní glukosid, který odrazuje býložravce, ale přitahuje četný hmyz, vyrábí také mastnou kyselinu petroselinovou. Na jejich listech se živí mnoho druhů hmyzu z řádů brouků, polokřídlých a švábů, včetně mnoha pavouků. Občas se také pěstuje jako okrasná rostlina v zahradách na umělých konstrukcích.